# 1944 en Suisse
Chronologie de la Suisse
- 1940
- 1941
- 1942
- 1943
- 1944
- 1945
- 1946
- 1947
- 1948

Chronologie de la Suisse
1943 en Suisse - 1944 en Suisse - 1945 en Suisse

## Gouvernement au1erjanvier 1944
- Conseil fédéral[1]:
  - Walther Stampfli PRD, président de la Confédération
  - Eduard von Steiger UDC, vice-président de la Confédération
  - Karl Kobelt PRD
  - Philipp Etter PDC
  - Enrico Celio PDC
  - Ernst Nobs PSS
  - Marcel Pilet-Golaz PRD

## Évènements

### Janvier
Samedi 1er janvier 
- Le Conseil fédéral institue l’impôt anticipé sur les revenus de capitaux, les gains de loterie et les prestations d’assurance.
- Un avion allemand est abattu près de Champoz (BE). Son pilote perd la vie.
- Fusion des compagnies de chemin-de-fer Gürbetalbahn et Bern-Schwarzenburgbahn (BE). La nouvelle société prend le nom de Gürbetal-Bern-Schwarzenburg-Bahn (GBS).

 Dimanche 9 janvier 
- Des spéléologues découvrent un lac souterrain à Saint-Léonard (VS).

 Jeudi 27 janvier 
- Cinq ouvriers perdent la vie dans une avalanche sur le chantier de la Dixence (VS).

 Samedi 29 janvier 
- Décès à Zurich, à l’âge de 57 ans, du compositeur Carl Aeschbacher.

### Février
Lundi 14 février 
- Décès à Minusio (TI), à l’âge de 59 ans, du journaliste et romancier Eduard Behrens.

 Dimanche 27 février 
- Décès à Porrentruy (JU), à l’âge de 69 ans, de l’historien Gustave Amweg.

### Mars
Vendredi 3 mars 
- Le Conseil fédéral décide l’implanter l’École fédérale de gymnastique et de sport à Macolin (BE).
- Le Tribunal divisionnaire VI condamne à mort un major pour service de renseignements et violation de secrets militaires.

 Dimanche 12 mars 
- Élections cantonales à Bâle-Ville. Fritz Ebi (PSS), Gustav Wenk (PSS), Carl Miville (PSS) et Fritz Brechbühl (PSS) sont élus au Conseil d’État lors du 1er tour de scrutin.

 Samedi 18 mars 
- Jugement de 22 espions, dont deux sont condamnés à mort.

 Dimanche 26 mars 
- Élections cantonales à Bâle-Ville. Edwin Zweifel (PRD), Carl Ludwig (PLS) et Carl Peter (conservateur) sont élus au Conseil d’État lors du 2e tour de scrutin.

### Avril
Samedi 1er avril 
- Une escadrille de l'aviation américaine lâche par erreur sa cargaison de bombes sur la ville de Schaffhouse. On dénombre 35 morts et 55 blessés.

 Samedi 22 avril 
- Décès à l’âge de 76 ans, de l’ancien conseiller fédéral Edmund Schulthess.

### Mai
Mardi 9 mai 
- Le lundi devient également jours sans viande dans les hôtels et les restaurants.
- Décès à Zurich, à l’âge de 75 ans, du botaniste Paul Jaccard.

 Mercredi 9 mai 
- Un incendie se déclare dans la forêt d’Aletsch/Riederhorn (VS).

### Juin
Vendredi 2 juin 
- Inauguration de la nouvelle usine hydro-électrique de Verbois à Genève.

 Jeudi 15 juin 
- Mise en service au col du Joch, au-dessus d’Engelberg (OW) du premier télésiège à câble unique et sans fin en Europe.

 Dimanche 18 juin 
- Le Lausanne-Sport s’adjuge, pour la cinquième fois de son histoire, le titre de champion de Suisse de football.

 Mardi 27 juin 
- Décès à Lucerne, à l’âge de 52 ans, du compositeur suisse Werner Wehrli.

 Vendredi 30 juin 
- La Suisse est chargée de la défense des intérêts des États-Unis en Finlande.

### Juillet
Mercredi 12 juillet 
- Le Département fédéral de Justice et Police autorise l'admission de toutes les personnes menacées dans leur vie ou leur intégrité physique.
- Un bombardier américain s’écrase sur la frontière austro-suisse, dans la région de Klosters (GR). Quatre des neuf occupants de l'appareil trouvent la mort, les autres parvenant à actionner leur parachute.

 Samedi 22 juillet 
- L’ incendie de Saint-Gingolph soulève un grand émoi en Bas-Valais et sur la Riviera vaudoise.

 Samedi 29 juillet 
- Le Tribunal territorial IIIa condamne à mort un citoyen suisse coupable de violations répétées de secrets militaires.

### Août
Mardi 1er août 
- Inauguration de l'École valaisanne d'infirmières, à Sion (VS), tenue par les sœurs hospitalières.

 Jeudi 3 août 
- La Suisse est chargée de la défense des intérêts de l’Allemagne en Turquie.

 Jeudi 10 août 
- Le Tribunal territorial IIb prononce une condamnation à mort par fusillade pour trahison de secrets militaires.

 Vendredi 11 août 
- Migros annonce l’ouverture d’une école de langues à Zurich.

 Dimanche 25 août 
- Célébration, à Bâle du 500e anniversaire de la Bataille de Saint-Jacques sur la Birse.

### Septembre
Mardi 5 septembre 
- Mobilisation partielle des troupes de couverture de frontière afin d'empêcher une éventuelle entrée en force des soldats allemands.

  Jeudi 7 septembre 
- Huit soldats sont tués lors d’un exercice de tir à Andermatt (UR).

  Vendredi 8 septembre 
- Premier numéro de l’hebdomadaire romand Servir.

  Mardi 12 septembre 
- Suppression de l’obscurcissement.

  Lundi 25 septembre 
- Décès à Strasbourg (F), à l’âge de 69 ans, de l’écrivain suisse Jakob Schaffner.
- L’effondrement d'une tour à béton cause la mort de six ouvriers sur le chantier du barrage de Mauvoisin (VS).

  Mercredi 27 septembre 
- Le Tribunal de division IV condamne un fourrier à la peine de mort par fusillade pour trahison de secret militaire.

  Vendredi 29 septembre 
- Le Conseil fédéral décrète une interdiction générale d'exporter du matériel de guerre.

### Octobre
Lundi 9 octobre 
- Le Tribunal de division VI prononce trois condamnations à mort, dont une par contumace contre un ressortissant allemand.

  Mardi 10 octobre 
- Le Conseil fédéral annonce la création du Don suisse en faveur des victimes de la guerre, doté d’un capital de 100 millions de francs.

  Vendredi 13 octobre 
- Un canot à moteur affrété pour un mariage chavire après une collision avec une barque sur le lac des Quatre-Cantons. On dénombre vingt morts.

 Samedi 14 octobre 
- Fondation à Zurich du Parti suisse du travail.

 Dimanche 29 octobre 
- Votations fédérales. Le peuple approuve, par 343 648 oui (52,9 %) contre 305 770 non (47,1 %), la loi fédérale sur la concurrence déloyale.

### Novembre
Jeudi 9 novembre 
- Le Prix Nobel de la paix est décerné au Comité international de la Croix-Rouge.

 Vendredi 10 novembre 
- Le conseiller fédéral Marcel Pilet-Golaz (PRD, VD) annonce sa démission.

 Samedi 11 novembre 
- Fondation de l’Association vaudoise des écrivains, dont le premier président est Paul Budry.

 Jeudi 23 novembre 
- Émeute à Bulle (FR) : cinq inspecteurs de l'Office fédéral de l'économie de guerre, chargés d'enquêter sur le marché noir de la viande, sont poursuivis par une foule hostile et doivent se réfugier à la Préfecture.

### Décembre
Dimanche 3 décembre 
- Élection complémentaire dans le Canton de Vaud. Gabriel Despland (PRD) et Rodolphe Rubattel (PRD) sont élus au Conseil d’État lors du 1er tour de scrutin.

 Jeudi 14 décembre 
- Max Petitpierre (PRD, NE) est élu au Conseil fédéral.

 Lundi 18 décembre 
- Le Tribunal territorial I condamne à mort un ressortissant français coupable d’avoir fourni à des agents allemands des renseignements ayant conduit à la fusillade de plusieurs personnes en France.